# Ciència del sòl

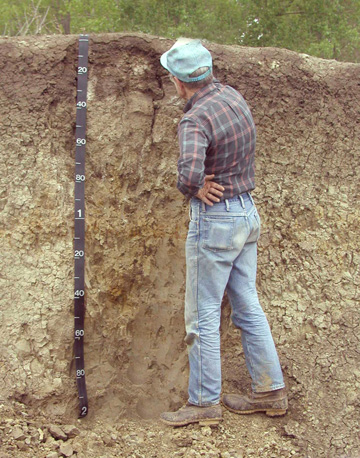
Un científic estudiant mostres de sòl

La ciència del sòl és l'estudi sistemàtic del sòl com a recurs natural de la superfície de la Terra que inclou la formació del sòl, la classificació dels tipus de sòls, la cartografia dels sòls, les propietats químiques, biològiques i la fertilitat, a més a més de totes les propietats relacionades amb l'ús i gestió del sòl Entre les disciplines relacionades hi ha l'antropologia, l'estratigrafia arqueològica, les ciències ambientals, l'ecologia del paisatge, la geografia física, geomorfologia, la geologia, la biogeoquímica, la geomicrobiologia, l'hidrologia, l'hidrogeologia, la gestió de residus, o la limnologia.
La ciència del sòl estudia el sòl com a cos i com a recurs natural, a la superfície de la terra i també sota les aigües poc profundes, incloent:
- la formació en el temps i els factors formadors del sòl que es desenvolupa amb les interaccions entre el material originari, la geomorfologia, els organismes vius i el clima al llarg del temps
- la morfologia a nivells micro i macro
- els components del sòl
- les propietats
- la classificació i la taxonomia dels sòls
- l'avaluació
- la distribució geogràfica al planeta,
- els processos de degradació
- la rehabilitació i sanejament dels sòls
- les funcions: producció d’aliments i biomassa, el reciclatge de nutrients, i la biodiversitat, regulació climàtica, reducció de gasos d’efecte hivernacle, regulació del cicle de l’aigua, desactivació de contaminants i suport d'activitats humanes.[4]
- els serveis ecosistèmics del sòl i el segrest de carboni.

Els especialistes en ciència del sòl s'ocupen de problemes com els de la conservació de la terra arable en un món on augmenta la població, una futura crisi de l'aigua, o l'increment del consum d'aliments per capita i la degradació del sòl.

## Terminologia
Sovint es fan servir com a sinònims de ciència del sòl termes que es refereixen a les seves branques científiques, com són la pedologia, que és l'estudi dels sòls en el seu ambient natural (formació, química, morfologia i classificació dels sòls) i l'edafologia, que es refereix al mateix concepte però incidint especialment en l'aspecte dinàmic del sòl (influència del sòl en els organismes, especialment les plantes). La diversitat de noms d'aquesta disciplina científica està relacionada amb les diverses disciplines i sectors implicats, com els especialistes en l'enginyeria, agronomia, química, geologia, geografia, ecologia, biologia, microbiologia, silvicultura, sanitat pública, arqueologia i en la planificació regional.
Hi ha confusió sobre el significat i l’abast del terme "ciència del sòl" en diferents llengües. En els congressos de Roma el 1924 i de Madison el 1927, la ciència es va denominar en anglès: soil science, mentre que a la majoria de països hispanoparlants s'ha emprat indistintament edafologia i ciència del sòl com a sinònims.
El terme anglès edaphology o el francès édaphologie no són exactament coincidents amb el terme espanyol edafología o el català edafologia i difereixen en el significat, atès que en anglès i francès s'empren amb caràcter restringit en referència a la part de la ciència del sòl que aprofundeix en la biota i més especialment en el creixement dels vegetals, molt dirigida a l'agricultura.
El terme anglès pedology , sovint traduït directament a l’espanyol com pedología, expressa una branca de la soil science que malda per entendre les lleis naturals que regeixen l’origen, la formació i la distribució dels sòls. Per això en anglès no són sinònims els termes pedology i soil science, tot i que edaphology i pedology són divisions de soil science.
Emili Huguet i Serratacó (Huguet del Villar) (Granollers, 1871 - Rabat, 1951) va introduir l’estudi del sòl a l'estat espanyol i proposà el terme edafologia com a sinònim equivalent de soil science, perquè la paraula "edafologia" i també "factor edàfic" ja s'usaven de feia temps en la geobotànica i la biologia. L’ús  es va generalitzar a partir de la creació de l’Institut d’Edafologia, Ecologia i Fisiologia Vegetal del Consejo Superior de Investigaciones Científicas el 1939 i de les càtedres d'edafologia als països hispanoparlants.

## Camps d'estudi
El sòl ocupa la pedosfera, que és una de les esferes de la Terra segons la geociència. Aquesta és la perspectiva conceptual de la pedologia i l'edafologia, les dues branques principals de la ciència del sòl. Les dues branques apliquen una combinació de física del sòl, química del sòl, i biologia del sòl. Els conceptes del sòl són interdisciplinaris.

## Utilitat
La ciència del sòl s'aplica en una gran diversitat de sectors econòmics i d'interès públic, com ara el tractament de residus orgànics i no orgànics en terra (residus municipals, de la indústria i la ramaderia) i en la Identificació i protecció de zones ambientalment crítiques (sòls en degradació, zones humides i hàbitats protegits).
Un dels camps d'aplicabilitat més important de la ciència és el de la productivitat de la terra (silvicultura, agronomia, el control de la vegetació autòctona i les pastures) i el control dels sediments i l'erosió dels sòls i la seva conservació, a més a més de la determinació de la idoneïtat d'un sòl per a un determinat conreu.
La sanitat i la reparació dels sòls deteriorats després d'activitats extractives (mineria), dels sòls contaminats i dels sòls afectats per les inundacions i les fortes tempestes, són actuacions cada cop més reclamades.
Cal destacar la importància en la millora orgànica dels sòls atacats i degradats per contaminants (bioremediació) i la transformació de la qualitat del sòl per a la seva vitrificació a l'hora de la contenció i confinament dels residus radioactius.
També s'apliquen tècniques radiomètriques per datar les activitats prèvies que s'han produït en un sòl determinat i a l'hora d'obtenir informació dels jaciments arqueològics (estratigrafia).

## Classificació del sòl

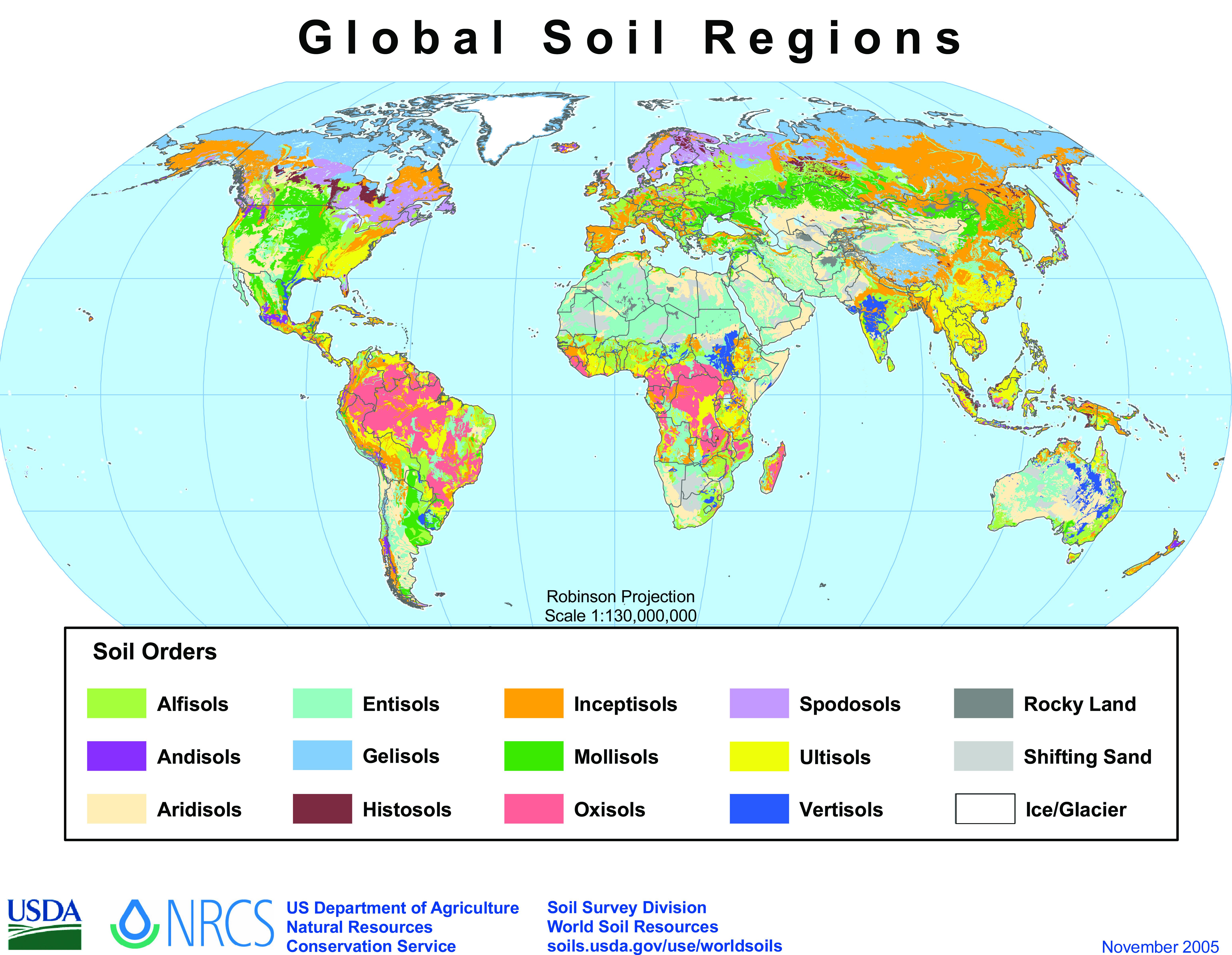
Mapa de les regions mundials del sòl de l'USDA

Des de 1998, la World Reference Base for Soil Resources (Base Referencial Mundial del Recurs Sòl) és el sistema internacional de classificació de sòls. La versió actual vàlida és la quarta edició, 2022.
La classificació de sòls de FAO, al seu torn, va manllevar conceptes moderns de classificació de sòls, inclosa la taxonomia de sòls de l'USDA.
La WRB es basa principalment en la morfologia del sòl com a expressió de la pedogènesis. Una diferència important amb la  taxonomia de sòls de l'USDA és que el clima del sòl no forma part del sistema, excepte en la mesura en què el clima influeix en les característiques del perfil del sòl.
Existeixen molts altres esquemes de classificació, inclosos els sistemes vernacles. L'estructura en els sistemes vernacles és nominal, donant noms únics als sòls o paisatges, o descriptiva, nomenant els sòls per les seves característiques com a vermells, calents, grassos o arenosos. Els sòls es distingeixen per característiques evidents, com l'aspecte físic (per exemple, el color, la textura, la posició en el paisatge), el rendiment (per exemple, la capacitat de producció, la inundació) i la vegetació que els acompanya. Una distinció vernacla familiar per a molts és classificar la textura com a pesat o lleuger. Els sòls lleugers i de millor estructura requereixen menys esforç per a voltejar-los i conrear-los. Contràriament a la creença popular, els sòls lleugers no pesen menys que els pesats en base seca a l'aire ni tenen més porositat.

## Fertilitat del sòl
La concepció del terme fertilitat ha anat modificant-se amb el temps i en l'actualitat més s'acosta al concepte de productivitat que a una altra cosa. És a dir, la qual cosa ofereix potencialitat nutricional a un sòl no és només el seu contingut de nutrients, sinó tots aquells factors tant químics com físics i biològics que influeixen sobre la disponibilitat i accessibilitat dels nutrients per la planta. Amb relativa freqüència s'oblida que el secret per a aconseguir l'expressió concreta de tota la potencialitat d'un sòl radica a contribuir a l'acció articulada de cadascun de les seves fraccions particulars. És a dir, cal conèixer cadascun d'aquests components del sòl i sobretot, la forma en què estan interactuant amb la resta per a poder, mitjançant maneig, aconseguir la seva millor expressió.
Els alts rendiments en els cultius són el resultat de múltiples factors que s'inicien amb un bon diagnòstic de la fertilitat del sòl i de la qualitat de l'aigua de reg. És important utilitzar un adequat sistema de mostreig, un bon procediment d'anàlisi i un raonable control de qualitat analítica en el laboratori. El següent pas és dur a terme una bona interpretació dels resultats de les anàlisis i posteriorment generar una adequada recomanació de la fertilització, a partir d'una meta determinada de rendiment. Els altres factors involucren un convenient maneig del cultiu sigui convencional o de conservació, una adequada decisió quant a genotips i dates de sembra a utilitzar, un adequat arranjament de les plantes en el terreny per a captar la quantitat més gran de radiació, una correcta decisió de formes i èpoques de fertilització, un adequat maneig de la sanitat del cultiu, un bon proveïment d'aigua i una adequada ventilació del sòl (Castellanos, 2000).

## Història
El primer sistema de classificació dels sòls que es coneix, apareix al llibre xinès Yu Gong (segle V aC), on s'hi van distingir tres categories i nou classes atenent el color, la textura i el contingut d'aigua.
La teoria del sòl es va desenvolupar en el segle xix. Ja abans s'havia descobert que no importava la grandària dels rendiments dels cultius, com es tractava el sòl. L'aplicació de fertilitzants, el guaret, la rotació (rotació de cultius), l'arada en camellons i similars van ser mètodes desenvolupats des de l'Edat mitjana sobre la base de l'experiència.
Un gran avanç es va aconseguir en 1840, quan Justus von Liebig, a través dels seus treballs pioners, va establir una comprensió química del sòl i el seu comportament. Va desenvolupar l'opinió que el sòl podria comparar-se amb un compte bancari, en el sentit que els nutrients de les plantes havien de considerar-se com a capital invertit, l'existència del qual depenia de si s'invertien quantitats tan grans com les collites extretes en relació amb el seu creixement. - en altres paraules: del subministrament de fertilitzants. Von Liebig va formular a més el principi que el creixement dels cultius estava limitat pel nutrient vegetal del qual hi havia la menor quantitat en relació amb la necessitat de creixement d'un cultiu. Però von Liebig no va arribar a comprendre les desigualtats en la composició del sòl i les raons d'això.
Vassili Dokutxaiev (1846-1903), un geòleg, geògraf i un dels primers estudiosos de la ciència del sòl, va identificar com un recurs separat conceptualment de la geologia i la producció de conreus i tractat com una totalitat. Reconegut com el fundador de la ciència del sòl moderna capaç d'identificar els agregats, els nivells o horitzons i la distribució dels sòls a la Terra.
Una definició enciclopèdica de 1914: "les diferents formes de terra en la superfície de les roques, formades per la descomposició o meteorització de les roques". serveix per a il·lustrar la visió històrica del sòl que va persistir des del segle xix El concepte de sòl de Dokutxaiev de finals del va segle xix  evolucionar en el segle xx cap a un de sòl com a material terrós que ha estat alterat per processos vius. Un concepte corol·lari és que el sòl sense un component viu és simplement una part de la capa exterior de la terra.
El terme ciència del sòl, posteriorment, també es va aplicar, popularment i en una part dels científics, al material de la superfície de la Lluna i Mart. Aquesta concepció moderna del sòl s'ajusta a la definició de sòl de Nikiforoff (1959) com "ell excitada de la part subaèria de l'escorça terrestre".